# Кураж, страхливото куче
„Кураж, страхливото куче“ (на английски: Courage the Cowardly Dog) е американски анимационен сериал, съвместна продукция на Cartoon Network със Stretch Toons. Създател е Джон Р. Дилуърт, който е и режисьор на всичките епизоди. Сериалът стартира на 12 ноември 1999 г. и продължава до 22 ноември 2002 г. с 4 сезона, съставени от общо 52 епизода.
През 2014 г. по случай 15-годишнината от дебюта на сериала нов компютърно анимиран епизод, озаглавен „The Fog of Courage“, е показван в избрани фестивали.

## Сюжет
Сериалът разказва за премеждията на Кураж – малко, розово куче, което противно на името си е доста страхливо.
Нищото е името на измислен град в Канзас, където възрастната двойка Мюриъл и Юстас Баг, и тяхното куче Кураж постоянно се сблъскват с различни чудовища, извънземни, злодеи, проклятия, експерименти, природни бедствия и други заплахи. Кураж успява да спаси семейството си, но не със сила, а с хитрост, бягство или просто благоприятно стечение на обстоятелствата.
Всеки епизод започва с кратко обобщение на червенокос журналист на черно-бял телевизионен екран:
| „ | Прекъсваме програмата, за да ви представим шоуто на Кураж, страхливото куче. В главната роля – Кураж, страхливото куче! Изоставен като пале, той беше намерен от Мюриел, която живее по средата на Нищото със своя съпруг – Юстас Баг. Каквато и страхотия да се случи в Нищото, Кураж трябва да спасява новия си дом! | “ |

## DVD
„Кураж, страхливото куче: Сезон 1“ (на английски: Courage the Cowardly Dog: Season One) е DVD комплект от два диска, съдържащи всички 14 епизода от първия сезон на сериала, като излиза на 12 септември 2007 г. в Австралия.

## Кураж, страхливото куче в България
В България сериалът започва излъчване през 2000 г. по Cartoon Network на английски.
На 31 март 2009 г. започва по Диема Фемили, всеки делничен ден от 08:20, като е дублиран на български. От 21 април се излъчва от 08:15, от 5 май – от 08:30, а малко по-късно от 08:40. Последният епизод е излъчен на 10 юни. На 9 ноември 2010 г. започва повторно излъчване, всеки делничен ден от 07:05 и завършва на 20 януари 2011 г. Ролите се озвучават от артистите Вилма Карталска, Симеон Владов и Здравко Методиев.

## Филм
На 22 юни 2021 г. Warner Bros. Animation обявява, че ще излезе филм с кросоувър между Скуби-Ду и Кураж, озаглавен „Директно от Никъде: Скуби-Ду среща Кураж, страхливото куче“. Филмът е пуснат на 14 септември 2021 г.